# Роберт Шопінський
Роберт Шопінський (пол. Robert Szopiński; нар. 15 лютого 1961, Новий Торг) — польський хокеїст, що грав на позиції захисника. Грав за збірну команду Польщі.

## Ігрова кар'єра
Вихованець клубу «Подгале» в якому і розпочав професійну хокейну кар'єру 1980 року. З 1991 виступав у Франції, де захищав кольори клубів «Бордо» та «Шербур».
У складі національної збірної Польщі зіграв на 7-ми чемпіонатах світу (1983, 1985, 1986, 1987, 1989, 1990 та 1991), тричі брав участь в зимових Олімпіадах 1984, 1988 та 1992 років.

### Тренерська кар'єра
Був граючим тренером французького клубу «Шербур», у сезоні 2001/02 виконував обов'язки головного тренера в 10 матчах своєї рідної команди «Подгале». Після чого тренував молодіжний склад «Подгаля». З 2016 очолює клуб «Газда» (Новий Торг).

## Досягнення
- Чемпіон Польщі у складі «Подгаля» — 1987.